# Moulay
Moulay település Franciaországban, Mayenne megyében. Lakosainak száma 977 fő (2022. január 1.). Moulay Mayenne, La Bazoge-Montpinçon, Belgeard, Commer, Contest és Saint-Baudelle községekkel határos.

## Népesség
A település népességének változása:
| Lakosok száma | 297  | 883  | 919  | 922  | 972  | 963  | 963  | 990  | 986  | 977  |
|               | 1968 | 1982 | 1990 | 2006 | 2013 | 2015 | 2017 | 2019 | 2020 | 2022 |